# Autoritat laboral europea
L'Autoritat Laboral Europea (més coneguda per les seves sigles en anglès, ELA, European Labour Authority) és una agència de la Unió Europea encarregada de coordinar i donar suport a l'aplicació de la legislació de la UE sobre mobilitat laboral. Les seves activitats van començar el 17 d'octubre de 2019 i s'espera que l'agència arribi a un pressupost anual de 50 milions d'euros i 140 empleats el 2024. Bratislava, Eslovàquia, és la ciutat amfitriona de l'agència.